# Baeomyces
Baeomyces Pers (grzybinka) – rodzaj grzybów należący do rodziny (Baeomycetaceae). Ze względu na współżycie z glonami zaliczany jest do porostów.

## Systematyka i nazewnictwo
Pozycja w klasyfikacji według Index Fungorum: Baeomycetaceae, Baeomycetales, Ostropomycetidae, Lecanoromycetes, Pezizomycotina, Ascomycota, Fungi.
Synonimy nazwy naukowej: Baeomycetomyces E.A. Thomas ex Cif. & Tomas., Cladoniopsis Zahlbr., Cyanobaeis Clem., Ludovicia Trevis., Sphyridiomyces E.A. Thomas ex Cif. & Tomas., Sphyridium Flot.
Nazwy polska według Krytycznej listy porostów i grzybów naporostowych Polski.

## Gatunki występujące w Polsce
- Baeomyces carneus (Retz.) Flörke 1821 – grzybinka cielista
- Baeomyces placophyllus Ach. 1803 – grzybinka łatkowata
- Baeomyces rufus (Huds.) Rebent. 1804 – grzybinka brunatna
- Baeomyces speciosus (Körb.) Lindau 1913[4] – grzybinka okazała

Wykaz gatunków (nazwy naukowe) na podstawie Index Fungorum. Nazwy polskie według  checklist W. Fałtynowicza.